# Domaikia
Domaikia en basque ou Domaiquia en espagnol est une commune ou une contrée appartenant à la municipalité de Zuia dans la province d'Alava, située dans la Communauté autonome basque en Espagne.